# Giovanni da Tufara
Giovanni da Tufara (Tufara, 1084 – Gualdo Mazzocca, 14 novembre 1170) è stato un eremita che la Chiesa cattolica venera come santo; è patrono della suo paese natale e di Foiano di Val Fortore.

## Biografia
Secondo la tradizione agiografica, Giovanni, ostacolato dai genitori nella sua propensione verso la carità, lasciò la sua famiglia per recarsi a Parigi: qui avrebbe incontrato il beato Stefano Corumano di Riccia. Deluso dall'esperienza transalpina fece ritorno al suo paese: vendette tutti i suoi beni e distribuì ai poveri il ricavato.
Lasciato il paese, condusse vita solitaria e austera in tuguri e grotte sopra le montagne: trascorse la maggior parte della sua vita nelle grotte di Baselice nell'Appennino campano, dedicandosi alla preghiera, ai digiuni e alla meditazione contemplativa. Alcuni giovani furono attratti dal suo esempio e si unirono a lui.
Nel 1156 Giovanni diede il via per la costruzione del monastero di Santa Maria di Gualdo Mazzocca a Foiano di Val Fortore, che divenne un'abbazia che offriva contemplazione e preghiera, ma anche sostegno e aiuto concreto ai poveri e ai bisognosi.

### Morte e sepoltura
Il 14 novembre 1170, all'età di ottantasei anni, Giovanni da Tufara, colpito da forte febbre e spossato nel fisico, morì. I frati seppellirono il corpo del beato fondatore in una località sconosciuta del bosco, in luogo appartato e nascosto, timorosi che fosse trafugato.

## Culto
Localmente si sviluppò un culto spontaneo subito dopo la morte dell'eremita. Allora papa Onorio III, con bolla del 3 giugno 1218, chiese ai vescovi di Dragonara e di Lucera di fare accurate ricerche sulla vita e i miracoli dell'eremita. Nel 1221, l'arcivescovo di Benevento, Ruggiero, mandò i vescovi di Volturara, di Dragonara e di Montecorvino nel gualdo Mazzocca, per collocare le ossa dell'eremita nell'altare da consacrare a Foiano. 
I tre vescovi diedero agli abitanti di Tufara il braccio destro del beato Giovanni eremita, che la sera del 28 agosto fu portato in solenne processione. Poi trattennero delle reliquie per l'ornamento delle loro rispettive chiese; il resto del corpo venne chiuso in una cassa e collocato nell'altare della chiesa. In seguito le ossa furono traslate nella chiesa di San Bartolomeo in Galdo poco distante da Tufara e da Foiano.
San Giovanni da Tufara è commemorato nel Martirologio Romano al 14 novembre: "Nel cenobio di Santa Maria di Gualdo Mazzocca vicino a Campobasso, beato Giovanni da Tufara, eremita".
Il 30 ottobre 2013 la Congregazione delle Cause dei Santi ha comunicato ufficialmente all'arcidiocesi di Benevento e al parroco di Foiano di Val Fortore che l'eremita Giovanni da Tufara deve essere invocato col titolo di santo, in quanto la canonizzazione è avvenuta, secondo la procedura all'epoca vigente, col rito della elevatio et translatio corporis officiato, il 28 agosto 1221, dai vescovi di Volturara, di Dragonara e di Montecorvino, su delega dell'Arcivescovo di Benevento, Ruggiero.